# Vorbach
Vorbach er en kommune i Landkreis Neustadt an der Waldnaab i Regierungsbezirk Oberpfalz i den tyske delstat Bayern. Den er en del af Verwaltungsgemeinschaft Kirchenthumbach.

## Geografi
Vorbach ligger i Naturpark Nördlicher Oberpfälzer Wald i Planungsregion Oberpfalz-Nord.
Ud over Vorbach ligger i kommunen landsbyerne Höflas og Oberbibrach.